# Жакси-Жалгизтау
Жакси́-Жалгизта́у (каз. Жақсы Жалғызтау) — село у складі Айиртауського району Північноказахстанської області Казахстану. Входить до складу Нижньобурлуцького сільського округу.
Населення — 132 особи (2021; 397 у 2009, 484 у 1999, 550 у 1989).
Національний склад станом на 1989 рік:
- росіяни — 60 %
- казахи — 25 %.

До 2009 року село називалось Якши-Янгістау, Якшиянгізтау.